# Janthina exigua
Janthina exigua is een slakkensoort uit de familie van de Epitoniidae. De wetenschappelijke naam van de soort is voor het eerst geldig gepubliceerd in 1816 door Lamarck.